# We Can Work It Out
«We Can Work It Out» (с англ. — «Всё в наших руках») — песня группы The Beatles, написанная Джоном Ленноном и Полом Маккартни и выпущенная 3 декабря 1965 года на стороне «Б» сингла «Day Tripper». Также версии песни в своей интерпретации записали такие великие музыканты, как Стиви Уандер, Deep Purple и Caterina Valente.

## Песня
Песня была записана 20 октября 1965 года на студии Abbey Road. Пол Маккартни написал куплеты и припев песни, причём текст был «очень личный», связанный с его отношениями с Джейн Эшер. Затем Маккартни отдал песню Леннону, чтобы тот закончил её. Леннон дописал третью часть песни, уводящую от реальной конкретики в философскую перспективу: «Полу принадлежат оптимистичные слова: „Мы ещё можем всё поправить“, а мне — нетерпеливое: „Жизнь коротка, на пустяки времени нет“.»